# マイナ保険証

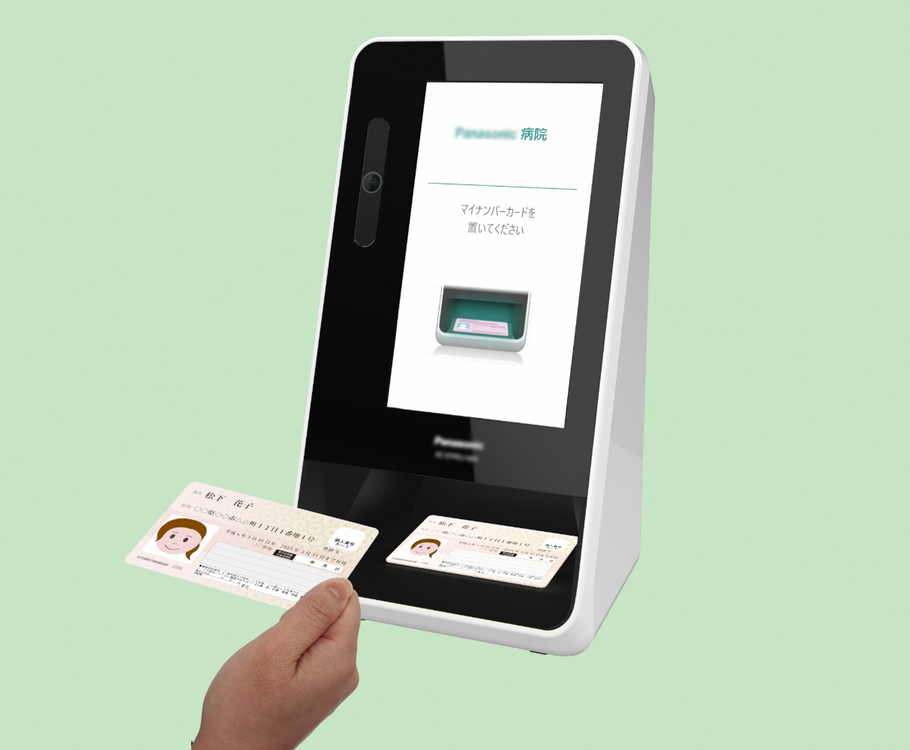
病院等の受付に設置されているマイナ保険証カードリーダーの一例（複数タイプがある）。

マイナ保険証（マイナほけんしょう）とは、マイナンバーカードを健康保険証として利用する仕組み、および健康保険証として利用できるよう登録したマイナンバーカードのことである。2021年10月から本格運用が始まった。2024年12月からはマイナ保険証を基本とする運用に移行した。マイナ保険証は「マイナンバーカードの健康保険証」の略称である。
患者が提示したマイナ保険証は、カードリーダーを通して「オンライン資格確認等システム」へ保険資格を照会する。本記事ではオンライン資格確認等システムについても合わせて記述する。

## 概要
2021年3月4日にオンライン資格確認等システムのプレ運用が始まり、同年10月20日より本格運用を開始した。2024年12月2日から従来の健康保険証は新規発行を停止し、マイナ保険証を基本とする運用に移行された。
マイナ保険証・オンライン資格確認システムを軸に、厚生労働省は「医療DX令和ビジョン2030」として以下の全体像を描く。
- 救急・医療・介護現場の切れ目ない情報共有 - 意識不明時の本人の検査歴・処方歴の確認。入退院時の医療機関間の情報共有
- 医療機関・自治体サービスの効率化・負担軽減 - 医療機関における誤記の防止や紙の受給者証の廃止
- 健康管理、疾病予防、適切な受診等のサポート - 予診票・接種券のデジタル化。健診情報の利活用
- 公衆衛生、医学・産業の振興に資する二次利用 - 研究開発への利活用

### 保険医療機関
2023年4月1日、療養担当規則（保険医療機関及び保険医療養担当規則）が改正され、保険医療機関に対してオンライン資格確認の導入およびマイナ保険証用カードリーダーの設置が義務付けられた（一部の例外を除く）。

### 被保険者
2024年12月1日を以て従来の健康保険証は新規発行を停止し、翌12月2日からマイナ保険証を基本とする運用に移行された。マイナ保険証の未取得者へは #資格確認書 が発行される。

### 名称の経緯
マイナ保険証について、当初、厚生労働省は「マイナンバーカードの健康保険証利用」と呼んでいたが、2023年5月からのマイナンバーデータの誤登録問題の中でメディアによって「マイナ保険証」の言葉が頻繁に使われるようになり、8月4日、岸田文雄首相の記者会見冒頭発言で「マイナ保険証」が用いられ、続く8月8日、デジタル庁内のマイナンバー情報総点検本部が公式な文書で初めて「マイナ保険証」という呼称を用いた。その後、厚生労働省も「マイナ保険証」を用い始めている。健康保険法では、第3条第13項にて「電子資格確認」という名称で定義されている。

## マイナ保険証のシステム概要
マイナ保険証は、マイナンバーカードを用いて顔認証または設定した4桁の暗証番号の入力後、ICチップ内の利用者証明用電子証明書を利用して、「オンライン資格確認等システム」へ患者の保険資格を確認するもの（つまり、健康保険証と同等に扱うことができる）。カードやICチップ自体に医療情報等は格納されていない。資格確認プロセスにおいてマイナンバー（個人番号）は使用しない。
国民の全ての保険資格情報は「オンライン資格確認等システム」（社会保険診療報酬支払基金と国民健康保険中央会が運営）で管理され、医療機関の端末から同システムへ資格情報を照会している。従来の健康保険証では、転職（所属する健保の変更）・結婚（改姓）・引越し（所属する国保の変更）の際に保険証の再発行が必要となり、その待ち期間が発生した。マイナ保険証では、変更届けから5日以内のオンライン資格確認等システムへの登録が法令で義務化されており、早期に保険証を医療機関・薬局で利用可能となることが期待される。
マイナ保険証利用時は、受診者本人がカードリーダーへマイナンバーカードをかざし、ICチップに格納された利用者証明用電子証明書などを読みとらせる。マイナンバー（個人番号）自体は使わず、暗証番号、顔認証、職員の目視のいずれかで本人確認を行なった上で、利用者証明用電子証明書を用いて「オンライン資格確認等システム」で保険資格を照会する。顔認証には、顔認証付きカードリーダーで撮影した顔画像とマイナンバーカードのICチップに格納されている券面アプリケーションの顔画像情報が使用・照合される。
カードリーダーには特定機関認証用の公開鍵証明書と秘密鍵が格納されており、受診者は暗証番号を入力せずに自身の電子証明書を提示することができる。

## マイナ保険証利用の流れ
- 事前作業
  - 保険者 - 被保険者情報をオンライン資格確認等システムへ登録する。マイナ保険証の登録・利用有無に関わらず、全ての被保険者情報が登録される。保険者は被保険者や雇用主の届出を受けてから5日以内にシステムへ登録することが法令で義務付けられている[24][25]。
  - 利用者 - マイナ保険証利用開始手続きを実施（マイナポータル、セブン銀行ATM[27]、医療機関設置の顔認証付きカードリーダー[21]にて）。オンライン資格確認等システムへ利⽤者証明⽤電⼦証明書のシリアル番号と個⼈単位被保険者番号が登録、ひも付けられる[28]
- 医療機関での利用時
  1. 顔認証付きカードリーダーへかざす - カードリーダーが、かざされたマイナンバーカードの券面から照合番号Bに該当する情報をOCR技術にて読み取り（ビニールケース等に入れたままでは読み取りエラーになることがある）、券面APを呼び出す[29][30]
  2. 顔認証実施 - 券面APから得た顔写真画像情報と、端末のカメラから得た顔情報を照合・認証する。別の手段として暗証番号（数字4桁）による認証も可能。または医療機関職員の目視確認にて認証する方法も存在する[30]
  3. 電子証明書呼び出し - 顔認証、暗証番号（数字4桁）、または医療機関の目視確認モードによって認証された後に、カード内の利用者証明用電子証明書を呼び出す
  4. 電子証明書照合 - カードから読み出した利用者証明用電子証明書を、地方公共団体情報システム機構 (J-LIS) が運営する公的個人認証サービス (JPKI) で照合する[31]
  5. 保険資格確認 - 電子証明書を用いてオンライン資格確認等システムへ、患者の保険資格情報を照会する（照会時にマイナンバーは使用しない）[22][注 4][注 5]

### システム障害時の取り扱い
2023年7月10日、厚生労働省は、システム障害・通信障害・機器障害・データ不備等によってオンラインによる保険資格確認が出来ない場合の取り扱い通知を発信した。通知では下記のとおり、いずれにおいても患者に医療費の10割負担を求めないルールを示した。通知後、患者に瑕疵が無い状況で10割負担を求められることは無い。
- マイナポータルにアクセス可能な場合はマイナポータルにて患者の負担割合を確認し、請求すること
- 再診等、医療機関側に患者の過去の保険資格履歴が存在し、そこから変更無い旨を本人から確認できた場合は、その内容に従って請求すること
- マイナポータルで確認できず、医療機関に過去の保険資格履歴も無い場合は「被保険者資格申立書」の記入を求め、患者が申し立てた自己負担分の支払を求める
- 今後、オンライン資格確認等システムへのデータ登録状況を本人へ通知するよう、システムを改修する

### 災害発生時の取り扱い
災害発生時、被災者は（従来型かマイナ保険証かを問わず）保険証の提示不要で医療機関を受診することができる。これは災害救助法に基づく。その上で、2024年1月3日、デジタル庁と河野太郎デジタル大臣は、マイナポータルの医療情報照会によってお薬手帳が無くても自身の正確な薬剤処方歴を医師らと共有できるメリットを挙げた。
また医療機関側はオンライン資格確認システムにて、マイナ保険証による患者同意が得られなくても、その他の方法で患者の同意を得て #診療情報等の閲覧 が可能となる。災害時医療情報閲覧機能と呼ばれる。能登半島地震では、1月中旬までに約1万2000件、2月1日までに約2万2000件が使用され、避難者の服薬継続等に役立っている。2月26日時点で約2万9600件。5月2日の運用終了時点でのべ3万2600件。
なお、避難所等において日本赤十字社の救護班、日本医師会災害医療チーム（JMAT）、災害派遣医療チーム（DMAT）らによって行われた医療は患者負担は無い（保険診療ではない）。費用は災害救助法に基づき都道府県または国が全額負担する。

### 提示頻度（毎回／月1回）
健康保険証は、従来より原則として受診の都度、毎回提示する必要がある。しかし従来の保険証では慣例的に月に1回の確認で済ませることが多かった。マイナ保険証では診療・薬剤情報等の提供同意のため、毎回提示が求められる。一方、煩雑さ回避のため一定の要件の上で、マイナ保険証でも月に1回の確認も許容されている。また後掲の #包括同意方式への改善 のとおり、診療・薬剤情報等の提供同意は、包括同意方式へ改善された。

### 包括同意方式への改善
顔認証カードリーダーの操作において、診療・薬剤情報等の提供同意を毎回実施することが煩雑であるとの意見から、包括同意を取り入れる。マイナポータルで同意の意向を事前登録可能とすることや、当該医療機関を前回受診した際の同意内容をもとに、医療機関・薬局単位で包括的な同意設定を可能とする。2024年10月7日リリース。
また、医療機関ごとの同意状況をマイナポータルで確認・設定できる機能を2025年3月28日リリース。

### 目視確認モードの改善
目視確認モードについて、使用するには、現在は職員がカードリーダーと管理PCの間を往復せざるを得ない仕様となっていた。これを改善し、管理PCの操作不要でカードリーダーのみで目視確認を実施することとする。2025年春に改善予定。4月6日リリース。

### 電子証明書の有効期限切れ対応
マイナンバーカードに搭載されている電子証明書は、有効期間が5年である。自治体からの案内に基づき、カード所有者本人が役所にて更新手続きを擂る行なう必要がある。マイナ保険証ではこの電子証明書の更新失念対策として、以下の措置が講じられている。
1. 有効期限3ヶ月前以降 - 電子証明書未更新の場合、顔認証付きカードリーダーを使用した際に更新アラートを表示する
2. 有効期限超過から3ヶ月間 - 電子証明書未更新の場合、顔認証付きカードリーダーを使用した際に引き続き更新アラートを表示する。保険資格確認のみ可能。医療情報提供への同意は不可（電子証明書が失効しているため）
3. 有効期限超過から3ヶ月以上経過 - 電子証明書未更新の場合は保険資格確認不可。#マイナ保険証の取得困難者対策 に該当し、対象者へは資格確認書がプッシュ型で交付される

上記の「2.有効期限超過から3ヶ月間」の間に保険者は被保険者へ資格確認書を職権交付（プッシュ型交付）し、必ず保険診療を受けられる体制を構築している。またマイナポータルログイン時にも電子証明書更新を促すアラートを表示するよう、2025年4月30日に改修された。

### スマートフォン対応
2025年春から、マイナンバーカード機能がiPhoneのWalletへ搭載される。その後、順次、保険証機能もスマートフォンのみで対応可能となる計画。Android機種へも同時期に対応可能となる見通し。
2025年7月頃から一部医療機関（病院3、医科診療所4、歯科診療所2、薬局2）で実証事業を開始。9月頃から全医療機関へスマホ対応機能を開放する。医療機関側の採用は任意。対応が分かれることによる混乱も危惧されている。スマホ対応には外付けのカードリーダーが必要。キヤノンマーケティングジャパン製の機器『Hi-CARA』は、外付けカードリーダー不要でスマホ読み取り可能。
2025年7月1日、関東圏の医療機関15ヶ所で実証実験開始。期間は7月1日から18日、8月4日から15日の2回。7月2日、福岡資麿厚生労働大臣、平将明デジタル大臣が国立病院機構東京医療センターへ視察し、自らのiPhoneを用いて操作を体験した。
iPhoneに関しては、Face IDまたはTouch IDを経てWalletからマイナンバーカードを呼び出し、カードリーダーへかざす。Androidスマートフォンは、スマホ用電子証明書の暗証番号（数字4桁）を入力する。

## マイナ保険証利用登録解除
マイナ保険証の利用登録を解除したい場合は、保険者へ申請する。健康保険組合の被保険者は所属する健康保険組合へ、国民健康保険・後期高齢者医療制度の被保険者は自治体窓口へ申請する。保険者は申請者へ資格確認書を交付すると共に、オンライン資格確認システムへ利用解除の登録を行なう。2024年10月28日、利用登録の解除申請が可能となった。
全国保険医団体連合会は、解除受付の案内をしている自治体と後期高齢者医療広域連合をHPでリストアップしたうえで解除の仕組みを告知している。上掲のとおり、健康保険組合の被保険者は、所属する健康保険組合へ申請する必要がある（自治体への申請ではない）。
2024年11月12日、福岡資麿厚生労働大臣は、マイナ保険証の利用解除者が11月8日時点で792件だったと発表した。マイナ保険証の利用登録数は10月末時点で約7747万件。2024年12月19日、社会保障審議会「医療保険部会」第190回会議にて、10月28日から11月30日までの利用登録解除が13,147件だったことを発表。なお11月一ヶ月間の新規登録は127万1,983件だった。

## オンライン資格確認の形態
マイナ保険証およびオンライン資格確認には、用途に応じて数種類のバリエーションが存在する。

### 顔認証カードリーダー
病院・診療所・薬局に設置される最も一般的なもの。#マイナ保険証利用の流れ のとおり、マイナンバーカードを挿入して利用する。
診療情報等の閲覧同意は1回限りであり、原則として患者は来院の都度、カード読み取りと同意の選択を行なう必要がある。利便性向上の取り組みとして、2024年10月と2025年3月に #包括同意方式への改善 や、2025年4月に #目視確認モードの改善 といったシステム改修が行なわれている。
現行機は2026年3月以降、順次保守期限が到来する。そのため2025年2月17日、厚生労働省は「次期顔認証付きカードリーダーにおいて満たすべき要件」を公表し、公募を開始した。新しい要件では、顔認証の精度向上やスマホ対応を掲げている。2026年8月頃から販売開始。

### 居宅同意取得型
訪問診療、訪問看護に関しては、患者の成りすましリスクが低いことから、1回のみの同意で可とする「居宅同意取得型」が採用されている。以下2つの要素から成る。
- マイナ在宅受付Web[94]：モバイル回線にも対応したWebシステム
- マイナ資格確認アプリ[95]：マイナ保険証を読み取り保険資格を照会するスマホアプリ

オンライン診療やインターネット薬局でも利用されている。2024年11月18日、Amazon.co.jpの「Amazonファーマシー」がマイナ在宅Webの利用を開始した。2025年2月13日、日本保険薬局協会は、オンライン形式でない薬局においても「マイナ在宅受付Web」を、より積極的に活用できるよう要望した。オンライン服薬指導・処方薬配送サービスに「マイナ在宅受付Web」を用いるプラットフォームも存在する。
また、発熱外来や緊急入院時、長期入院における保険資格の定期確認など、窓口を経由しない（顔認証カードリーダーに接しない）場合においても居宅同意取得型を用いることが可能。
マイナ資格確認アプリは、2025年4月より、顔認証カードリーダーの故障時の代替としても居宅同意取得型が利用可能となった。5月21日、厚生労働省は故障時代替利用の促進について、改めて通知を発信した。

### 資格確認限定型
柔道整復師、あん摩マッサージ指圧師、はり師、きゅう師の施術所では健康保険による療養費支給が認められている。それら施術所のため、受診者の保険資格のみを確認可能とし診療情報等は照会不可の「資格確認限定型」が採用されている。
助産所、特定健診・特定保健指導を行う健診実施機関でも保険資格を確認する必要があり、「資格確認限定型」が導入されている。

## 診療情報等の閲覧
医師や薬剤師は、患者の同意を前提に、薬剤処方情報、診療情報、特定健診情報が一定期間遡及して確認可能となる。これら情報の閲覧は患者の同意を要し、同意なき場合は閲覧不可である。院内で閲覧可能な者は医師・薬剤師等、有資格者に限定される。
診療情報等は、下記の複数のデータ源からオンライン資格確認システム（マイナ保険証）へ連携される。同じ情報はマイナポータルで本人も照会することができる。自身の診療情報等をどの医療機関へ提供したかは、マイナポータルの「医療保険情報の提供履歴」にて確認できる。

### レセプト情報（診療／薬剤実績情報）
医療機関が審査支払機関（社会保険診療報酬支払基金または各都道府県の国民健康保険団体連合会）へ提出したレセプト情報を、「診療／薬剤実績情報」としてオンライン資格確認システム（マイナ保険証）へ連携している。月次サイクルで運用されており、当月1ヶ月間の診療／薬剤実績情報が翌月11日頃に閲覧可能となる。レセプトを電子請求していない医療機関の情報は、反映が遅延する。

### 電子処方箋（処方情報、調剤情報）
電子処方箋を用いた処方情報・調剤情報は即時閲覧可能。電子処方箋システムでは、病院・診療所が「処方情報」を登録し、調剤薬局がそれを読み取り「調剤情報」を登録する。仮に病院・診療所が電子処方箋に非対応で調剤薬局側だけが対応していた場合でも、そこでの「調剤情報」はマイナポータルへ即時に反映される。必ずしも「処方情報」側と「調剤情報」側の双方が電子処方箋に対応している必要は無い。また、患者が従来の紙の処方箋を用いても、その医療機関（病院・診療所または薬局）が電子処方箋システムを導入済みであれば、情報はマイナポータルへ即時に反映される。
2024年10月6日、調剤薬局での電子処方箋導入率が50%を超過した。2025年3月30日時点での調剤薬局での電子処方箋導入率は76.5%。

### 電子カルテ（3文書・6情報）
電子カルテの情報のうち、いわゆる「3文書・6情報」を、2025年4月からマイナポータルおよび医療機関が閲覧可能となる計画が進んでいる。電子カルテの全ての情報が閲覧可能となる訳ではない。
上記を実現するため電子カルテの標準規格化・共有化を進めており、同規格によって登録された情報は、オンライン資格確認システム（マイナ保険証）およびマイナポータルにて照会・閲覧可能となる。2030年頃までに導入する計画。

### 連携されない情報
あくまでも保険診療の内容を閲覧・照会するシステムであり、保険適用外の自由診療分は掲出されない。
- マイナ保険証で分かる情報：
  - いつ、どの病院（医院/薬局）で、何のサービスに対し、いくら支払ったか
  - どのような薬が病院・診療所で処方され、薬局で調剤されたか（電子処方箋を導入している医療機関を利用した場合）
- 現時点ではマイナ保険証で分からない情報：
  - カルテの情報
  - 検査結果の数値
  - レントゲン、超音波、MRIなどの画像データ

これらの情報は、今後、電子カルテの共有化によってマイナ保険証やマイナポータルから照会・閲覧が可能となる。

### マイナ保険証での医療情報照会可能期間
マイナ保険証およびマイナポータルを用いた各種医療情報の照会可能期間は下表のとおり。2023年9月7日開催の厚生労働省社会保障審議会医療保険部会第167回会議にて、照会可能期間の延長が提起されている。
|              | 照会可能期間           | 延長検討    | 根拠等                                                                                                   |
| ------------ | ---------------------- | ----------- | --- |
| 保険資格情報 | 2020年10月以降、10年間 |             | 民法の消滅時効が10年のため                                                                               |
| 医療費       | 2021年11月以降、3年間  | 5年間へ延長 | 過年度の確定申告（更正の請求・修正申告・訂正申告）が5年間可能なため                                      |
| 特定健診     | 2021年1月以降、5年間   |             | 特定健康診査及び特定保健指導の実施に関する基準（平成19年厚生労働省令第157号）での保存義務が5年であるため |
| 薬剤処方     | 2021年10月以降、3年間  | 5年間へ延長 | 医師法等での診療録の保存義務が5年であるため                                                              |
| 診療情報     | 2022年6月以降、3年間   | 5年間へ延長 | 医師法等での診療録の保存義務が5年であるため                                                              |

### マイナポータルを用いた情報活用
診療歴、薬剤処方歴、医療費情報、健診情報等は、本人の同意を得た上で、マイナポータルを介して行政や民間サービスで利活用が可能。
診療歴、薬剤処方歴はPHRアプリやお薬手帳アプリ、医療費情報はe-Tax、健診情報はPHRアプリや生命保険加入時の情報提供などに使用可能である。
2024年4月25日、厚生労働省「ヘルスケアスタートアップ等の振興・支援策検討プロジェクトチーム」が中間取りまとめを公表。マイナポータルでの連携項目拡充を打ち出した。

## その他医療分野での使われ方

### 限度額適用認定証
日本の公的医療保険には高額療養費制度があり、所得と年齢に応じて自己負担額の上限が設けられている（自己負担限度額）。原則的には一旦通常の医療費を支払い、後から高額療養費の還付を受けるものだが、医療機関窓口で当初から自己負担限度額までの支払いで済ませることも可能である。この適用を受けるためには、従来は自身が所属する保険者に対し限度額適用認定証の発行を請求し、それを医療機関へ提示する必要があった。
医療機関でマイナ保険証を提示し限度額適用に同意する旨の操作をすることで、患者の適用区分がオンラインで照会され、限度額適用認定証の提示なしで自己負担限度額以上の支払いが免除される。

### 電子処方箋
病院・診療所から調剤薬局へ提示する処方箋を電子化するもの。2023年1月26日開始。“紙” による処方箋が不要になると共に、マイナポータルでも処方情報・調剤情報を即時に確認可能となる。
電子処方箋システムでは、病院・診療所が「処方情報」を登録し、調剤薬局がそれを読み取り「調剤情報」を登録する。仮に病院・診療所が電子処方箋に非対応で調剤薬局側だけが対応していた場合でも、そこでの調剤情報はマイナポータルへ即時に反映される。

#### 導入状況
2023年6月2日、内閣官房主催の『医療DX推進本部』の第2回会議にて「医療DXの推進に関する工程表」を決定。そこでは2024年度中（2025年3月まで）に、オンライン資格確認を導入した概ねすべての医療機関・薬局に電子処方箋を導入することを掲げている。
2024年2月9日、厚生科学審議会「令和5年度第1回医薬品医療機器制度部会」にて、1月28日時点の電子処方箋導入状況が示された。電子処方箋を導入しているのは医療機関全体の6%。そのほとんどが薬局であり、病院での導入は全国で32機関に留まっている。3月6日、厚生労働省「令和5年度全国薬務主管課長会議」にて、2月4日時点の電子処方箋運用開始率の明細が公表された。病院における運用開始率は0.4%だった。2024年10月6日、薬局での電子処方箋導入率が50%を超過した。2025年3月14日、厚生労働省「令和6年度電子処方箋オンライン説明会」にて、3月9日付で薬局の電子処方箋導入率が70%を超過したことを発表した。
2025年1月22日、「医療DX令和ビジョン2030」厚生労働省推進チームの第6回会議、および1月23日の社会保障審議会医療保険部会第192回会議にて、「2024年度中におおむねすべての医療機関などに導入する」としていた達成目標を見直すことを発表した。2024年度末（2025年3月末）までに薬局での電子処方箋導入率は8割弱まで普及する見込みなのに対し、病院・診療所への導入は1割弱と見込まれている。7月1日、「医療DX令和ビジョン2030」厚生労働省推進チームの第7回会議にて、電子処方箋単体での導入目標は取り下げ、新たな目標として「2030年までにおおむねすべての医療機関へ電子カルテ・電子処方箋を一体的に導入する」と定めた。同会議で示された6月22日時点の電子処方箋導入率は病院13.4％、医科診療所19.6％、歯科診療所4.7％、薬局82.5％。全体で33.0%。

#### 電子署名
電子処方箋の発行には医師・薬剤師自身の電子署名が必要。従来は保健医療福祉分野公開鍵基盤（Healthcare Public Key Infrastructure：HPKI）が発行する「HPKIカード」が必要であったが、2023年12月から医師・薬剤師自身のマイナンバーカードで電子署名可能となった。
医師・薬剤師の電子署名は必ずしも物理カードを要するものではなく、クラウド型の鍵管理機関を用いたカードレス署名（セカンド電子証明書）も存在する。マイナンバーカードの電子証明書もカードレス署名に対応させる方針。2025年4月よりHPKIセカンド電子証明書の利用は有償となった。

#### 医薬品安定確保への対応
電子処方箋の活用により、医薬品の供給不足の兆候を早期に把握する仕組みを構築する。2025年2月12日、厚生労働省は、本内容を盛り込んだ「医薬品、医療機器等の品質、有効性及び安全性の確保等に関する法律等の一部を改正する法律案」を第217回国会へ提出した。5月14日、可決・成立。5月21日公布。

### 電子カルテ
内閣官房『医療DX推進本部』および厚生労働省は、電子カルテによる情報共有化を推進している。電子カルテの国際規格であるFHIR（Fast Healthcare Interoperability Resources）に準拠し、以下の3文書・6情報を共有する。2023年度から標準規格化の整備、2024年度中に開発着手。遅くとも2030年までに概ね全ての医療機関で情報共有可能とする構想である。2025年始めより全国10ヶ所で実証実験開始、同年度中に本格稼働の方針。2025年の国会へ関連法案を提出する方針。2025年2月14日、第217回国会へ医療DX推進を盛り込んだ「医療法等の一部を改正する法律案」を提出したものの、会期中に採決できず継続審議。
また、デジタル庁を中心に、クラウドを用いた「標準型電子カルテ」を2026年度中に開発する。

#### 電子カルテによって情報共有される3文書・6情報

##### 3文書
1. 健康診断結果報告書・・・特定健診・特定保健指導、事業主健診、学校職員健診、人間ドック等を対象
2. 診療情報提供書・・・いわゆる「紹介状」
3. 退院時サマリー・・・退院時に患者の所見等を要約し、その後の通院先医療機関・介護施設等へ伝達するもの

##### 6情報
1. 傷病名・・・診断をつけた傷病名
2. 感染症・・・梅毒STS検査、梅毒TP抗体検査、HBs（B型肝炎）、 HCV（C型肝炎）、HIVの分析物に関する検査結果
3. 薬剤アレルギー等・・・診断をつけた薬剤禁忌アレルギー等情報（医薬品、生物学的製剤）
4. その他アレルギー等・・・診断をつけた薬剤以外のアレルギー等情報（食品・飲料、環境等）
5. 検査（救急、生活習慣病）・・・臨床検査項目基本コードセット（生活習慣病関連の項目、救急時に有用な項目）で指定された43項目の検体検査結果
6. 処方・・・医療機関で処方した情報

### 救急業務での利用
救急医療において、マイナンバーカードおよびオンライン資格確認を用いて、傷病者の既往歴等を確認することが計画されている。2022年8月4日、消防庁の「救急業務のあり方に関する検討会」で検討が始まった。同年10月から12月までの2ヶ月間、全国6箇所の消防本部で実証実験が行なわれた。2024年度末までに全国展開目指す。12月15日、厚生労働省の「健康・医療・介護情報利活用検討会 医療等情報利活用ワーキンググループ」でも検討を開始。緊急時には本人の同意を不要とする運用が検討されている。個人情報保護法においても、生命保護のため必要である場合は本人の同意は不要と定められている。
11月8日、本件のためにシステムを導入する方針を固め、2023年度補正予算へ盛り込むことが報じられた。11月10日、消防庁は2023年度補正予算へ「マイナンバーカードを活用した救急業務の迅速化・円滑化に向けたシステム構築」として3.7億円を計上した。左記予算を用いて、2024年5月から47消防本部の約500隊で実証事業を行なう計画。上掲の2022年10月から12月の実証実験ではマイナ保険証の所持者が少なく、十分な検証結果が得られなかった。2024年3月12日、消防庁が実証事業の対象を発表。67消防本部・660隊。5月23日から順次開始。
2025年度中の本格運用開始を目指す。2025年2月21日、消防庁は、2025年度は全国すべての消防本部（720消防本部）、5,344隊で実施すると発表した。2025年秋から全国実施。左記の720本部5,344隊は、2025年10月から開始。7月16日、10月1日開始を公式発表すると共にデモンストレーションサイトを公開した。
2025年7月1日開始の消防庁「2025年度 救急業務のあり方に関する検討会」では、マイナ救急で用いるマイナンバーカードのスマートフォン対応についても、検討が始まった。

### 救急時医療情報閲覧機能（救急用サマリー）
医療情報の閲覧は本人の同意が前提であるが、意識不明時など本人の意思確認が不可能な場面では同意取得不要で医療情報を閲覧可能とするもの。救急時医療情報閲覧機能と呼ばれる。「救急用サマリー」という集約情報が閲覧できる。本機能が利用できるのは上掲の救急隊および一次救急～三次救急医療機関のみ、また、マイナ保険証を所持している者（傷病者）のみ利用可能。2024年12月9日提供開始。本機能の活用により迅速な救急対応が可能とされている。

### 救急隊と医療機関の情報連携
2025年7月時点では、上掲の救急用サマリーについて、救急隊での利用と搬送先の救急医療機関での利用は情報連携されていない。傷病者のマイナンバーカードから医療情報等を読み取る場合、救急隊と医療機関がそれぞれ別個に実施しなくてはいけない。
2025年7月24日、厚生労働省 健康・医療・介護情報利活用検討会 医療等情報利活用ワーキンググループにて、両者を統合運用し、情報連携を可能とする検討が始まった。

### 医療費助成・予防接種・母子保健での利用
医療費助成制度（国の公費助成（難病医療、障害者医療等）、自治体条例に基づく助成（こども医療助成、ひとり親助成等））、予防接種、母子保健（妊婦健康診査、乳幼児健康診査）について、受給者証・接種券・受診券にマイナンバーカードを用いるもの。2023年より自治体単位で順次開始している。2026年度以降に全国展開を目指す。2027年4月から全国で開始。
また、こども家庭庁において、乳幼児の健康診断で必要な問診票や受診票に関し、マイナンバーカードを活用しデジタル化する取り組みを進めている。12自治体で先行開始する計画。
紙で管理している「自己負担上限額管理票」の電子化にも取り組む。

#### 医療費助成でのマイナンバーカード利用の経緯
- 2023年
  - 3月30日 - 内閣府規制改革推進会議「医療・介護・感染症対策ワーキング・グループ」の第8回会議にて、公費負担医療情報をマイナンバーカードへ集約する方針を発表[204][205]
  - 9月29日 - デジタル庁より、16の自治体で先行実施すると発表[206][207][208][209]
  - 12月26日 - 2024年度は400程度の自治体へ展開することを計画している旨を発表[210]
- 2024年
  - 3月8日 - デジタル庁が先行100自治体について公募を開始[211][212]。10月頃リリース予定
  - 3月26日 - 2023年度分として開始済みの自治体および医療機関名を、デジタル庁ホームページにて公表[213]
  - 5月31日 - 公募していた2024年度先行実施事業の採択自治体を公表[214]。自治体数は153[215]。また同日、二次公募を開始[216]
  - 10月16日 - 二次公募結果を公表[217]。

#### 乳幼児健診などの問診票・受診券としての利用の経緯
- 2024年6月25日 - 1自治体（青森県むつ市）で開始[218][219][220]

#### 自己負担上限額管理票の電子化の経緯
- 2025年8月1日 - 実証事業への参加自治体を公募[221]

### 生活保護の医療扶助
生活保護受給者の医療扶助についても、マイナンバーカードを利用したオンライン資格確認が用いられている。2024年2月13日から検証運用、同年3月1日から本格運用を開始した。福祉事務所から紙で発行されている医療券をオンライン化するもの。いわゆる「頻回受診」の防止にも効果があるとされている。厚生労働省は地方自治体と協力して、頻回受診の是正へ取り組む。

### 診察券での利用
病院・診療所の診察券をマイナンバーカードと一体化させる取り組み。2023年度補正予算にて医療機関へのシステム改修補助金が計上された。

### 難病法軽症者への登録者証
難病法に基づく医療費助成を受ける者に対しては「受給者証」が交付されるが、医療費助成を受けていない軽症者は特に証明するものが存在しなかった。2022年12月10日、第210回国会にて改正難病法が可決成立。2024年4月から軽症者へ「登録者証」の発行が始まった。登録者証は、原則としてマイナンバーカードと一体化する。

### 介護保険証
2023年3月15日、介護保険証とマイナンバーカードの一体化構想が報じられた。2024年7月8日、厚生労働省社会保障審議会介護保険部会の第113回会議にて『介護情報基盤』の概要が示された。紙の介護保険証を廃止しペーパーレス化するものと報じられた。介護情報をマイナンバーカード／マイナポータルで取り扱う構想については、デジタル庁『デジタル社会の実現に向けた重点計画』でも示されている。2025年3月17日、介護保険部会の第118回会議にて2026年度から開始する方針が示された。合わせて介護保険証の交付は要介護認定の申請時にするよう改める（現在は65才到来時）。

## 診療報酬
マイナ保険証・オンライン資格確認の導入に伴い、新たな診療報酬が創設された。2024年11月末までは、患者のマイナ保険証利用有無によって医療費に違いが生じていた。12月以降は点数差が撤廃された。

### 医療情報取得加算
2022年4月1日、診療報酬に「電子的保健医療情報活用加算」が創設された。この制度はマイナ保険証を使用するとかえって負担が増すとの批判を受け、9月末を以て廃止。
2022年10月1日、上掲の「電子的保健医療情報活用加算」を廃止し、「医療情報・システム基盤整備体制充実加算」を創設。2023年4月1日、「医療情報・システム基盤整備体制充実加算」を改定。12月末までの時限措置でマイナ保険証不使用時の加算を増加した。
2024年6月1日、「医療情報取得加算」に改称。引き続き患者のマイナ保険証使用有無で点数に差を設けている。12月1日以降は全てのケースで加算を1点とし、マイナ保険証使用有無による点数差を撤廃した。
| 期間                       | 特例加算名称                           | マイナ保険証使用時 | マイナ保険証使用時 | マイナ保険証使用時 | マイナ保険証不使用 | マイナ保険証不使用 | マイナ保険証不使用 |
| 期間                       | 特例加算名称                           | 初診               | 再診               | 調剤               | 初診               | 再診               | 調剤               |
| -------------------------- | -------------------------------------- | ------------------ | ------------------ | ------------------ | ------------------ | ------------------ | ------------------ |
| 2022年4月1日〜9月末        | 電子的保健医療情報活用加算             | 7点                | 4点（月1回）       | 3点（月1回）       | 3点                | なし               | 1点（3ヶ月に1回）  |
| 2022年10月1日〜2023年3月末 | 医療情報・システム基盤整備体制充実加算 | 2点                | なし               | 1点（6ヶ月に1回）  | 4点                | なし               | 3点（6ヶ月に1回）  |
| 2023年4月1日〜12月末       | 医療情報・システム基盤整備体制充実加算 | 2点                | なし               | 1点（6ヶ月に1回）  | 6点                | 2点（月1回）       | 4点（6ヶ月に1回）  |
| 2024年1月1日〜5月末        | 医療情報・システム基盤整備体制充実加算 | 2点                | なし               | 1点（6ヶ月に1回）  | 4点                | なし               | 3点（6ヶ月に1回）  |
| 2024年6月1日〜11月末       | 医療情報取得加算                       | 1点                | 1点（3ヶ月に1回）  | 1点（6ヶ月に1回）  | 3点                | 2点（3ヶ月に1回）  | 3点（6ヶ月に1回）  |
| 2024年12月1日〜            | 医療情報取得加算                       | 1点                | 1点（3ヶ月に1回）  | 1点（12ヶ月に1回） | 1点                | 1点（3ヶ月に1回）  | 1点（12ヶ月に1回） |

2024年6月からの「医療情報取得加算」は、従来の施設基準（オンライン資格確認の体制を有していること）の他、具体的に当該患者に係る診療情報を医師・薬剤師らが取得した場合に加算を得ることができる。

### 医療DX推進体制整備加算
2024年6月から「医療DX推進体制整備加算」が新設された。オンライン資格確認の他、電子処方箋、電子カルテ等を備えた医療機関に加算される（経過措置あり。電子処方箋は2025年3月末まで、電子カルテは2025年9月末までに導入すること）。点数は施設ごとに一律である。上掲の「医療情報取得加算」のような患者ごとのマイナ保険証の利用有無による点数差は無い。
2024年10月からはマイナ保険証の利用率が一定以上であることも算定要件となる。下表「利用率」のとおり。
| 期間                  | 加算1   | 加算1 | 加算1 | 加算1 | 加算2   | 加算2 | 加算2 | 加算2 | 加算3   | 加算3 | 加算3 | 加算3 |
| 期間                  | 利用率  | 医科  | 歯科  | 調剤  | 利用率  | 医科  | 歯科  | 調剤  | 利用率  | 医科  | 歯科  | 調剤  |
| --------------------- | ------- | ----- | ----- | ----- | ------- | ----- | ----- | ----- | ------- | ----- | ----- | ----- |
| 2024年6月1日〜9月末   | なし    | 8点   | 6点   | 4点   |         |       |       |       |         |       |       |       |
| 2024年10月1日〜12月末 | 15%以上 | 11点  | 9点   | 7点   | 10%以上 | 10点  | 8点   | 6点   | 5%以上  | 8点   | 6点   | 4点   |
| 2025年1月1日〜3月末   | 30%以上 | 11点  | 9点   | 7点   | 20%以上 | 10点  | 8点   | 6点   | 10%以上 | 8点   | 6点   | 4点   |

2025年4月からはマイナ保険証の利用率に加え、電子処方箋発行体制の導入有無も算定要件に加わった。薬局については、電子処方箋未導入の施設は加算が一切認められない。
| 期間                       | 電子処方箋 | 利用率  | 医科  | 歯科  | 調剤  | 利用率  | 医科  | 歯科  | 調剤  | 利用率  | 医科  | 歯科  | 調剤  |
| -------------------------- | ---------- | ------- | ----- | ----- | ----- | ------- | ----- | ----- | ----- | ------- | ----- | ----- | ----- |
| 2025年4月1日〜9月末        | あり       | 加算1   | 加算1 | 加算1 | 加算1 | 加算2   | 加算2 | 加算2 | 加算2 | 加算3   | 加算3 | 加算3 | 加算3 |
| 2025年4月1日〜9月末        | あり       | 45%以上 | 12点  | 11点  | 10点  | 30%以上 | 11点  | 10点  | 8点   | 15%以上 | 10点  | 8点   | 6点   |
| 2025年4月1日〜9月末        | なし       | 加算4   | 加算4 | 加算4 | 加算4 | 加算5   | 加算5 | 加算5 | 加算5 | 加算6   | 加算6 | 加算6 | 加算6 |
| 2025年4月1日〜9月末        | なし       | 45%以上 | 10点  | 9点   | －    | 30%以上 | 9点   | 8点   | －    | 15%以上 | 8点   | 6点   | －    |
| 2025年10月1日〜2026年2月末 | あり       | 加算1   | 加算1 | 加算1 | 加算1 | 加算2   | 加算2 | 加算2 | 加算2 | 加算3   | 加算3 | 加算3 | 加算3 |
| 2025年10月1日〜2026年2月末 | あり       | 60%以上 | 12点  | 11点  | 10点  | 40%以上 | 11点  | 10点  | 8点   | 25%以上 | 10点  | 8点   | 6点   |
| 2025年10月1日〜2026年2月末 | なし       | 加算4   | 加算4 | 加算4 | 加算4 | 加算5   | 加算5 | 加算5 | 加算5 | 加算6   | 加算6 | 加算6 | 加算6 |
| 2025年10月1日〜2026年2月末 | なし       | 60%以上 | 10点  | 9点   | －    | 40%以上 | 9点   | 8点   | －    | 25%以上 | 8点   | 6点   | －    |
| 2026年3月1日〜2026年5月末  | あり       | 加算1   | 加算1 | 加算1 | 加算1 | 加算2   | 加算2 | 加算2 | 加算2 | 加算3   | 加算3 | 加算3 | 加算3 |
| 2026年3月1日〜2026年5月末  | あり       | 70%以上 | 12点  | 11点  | 10点  | 50%以上 | 11点  | 10点  | 8点   | 30%以上 | 10点  | 8点   | 6点   |
| 2026年3月1日〜2026年5月末  | なし       | 加算4   | 加算4 | 加算4 | 加算4 | 加算5   | 加算5 | 加算5 | 加算5 | 加算6   | 加算6 | 加算6 | 加算6 |
| 2026年3月1日〜2026年5月末  | なし       | 70%以上 | 10点  | 9点   | －    | 50%以上 | 9点   | 8点   | －    | 30%以上 | 8点   | 6点   | －    |

外来患者数のうち6歳未満が3割以上を占める医療施設は、加算3と加算6のマイナ保険証利用率水準を緩和する
- 2025年4月1日〜9月末：「12%以上」[257]
- 2025年10月1日〜2026年2月末：「22%以上」[258]
- 2026年3月1日〜2026年5月末：「27%以上」

### その他の予算措置
2023年度（令和5年度）補正予算において、マイナ保険証利用促進支援として217億円が計上された。2023年10月のマイナ保険証利用率を基準として、2024年1〜11月の利用率が上昇した医療機関に対し、その増加率に応じて支援金を支給する。また、一定の利用数のある医療機関・薬局に対し顔認証カードリーダーの増設支援、診察券や医療費助成の受給者証等もマイナンバーカードと一体化するための医療機関側のシステム改修費支援等も計上されている。
厚生労働省は2024年5月から7月を「マイナ保険証利用促進集中取組月間」と位置付け、同期間内にマイナ保険証の利用率が上昇した医療機関に対し、上記の予算から一時金を支給する。6月21日の社会保障審議会医療保険部会の第179回会議にて、支援金（一時金）を倍増することが示された。その後、取組月間を8月まで1ヶ月延長した。
2025年春以降の #スマートフォン対応 に向け、2025年度にカードリーダー購入費の補助が検討されている。2025年9月からの一般開放に向け、機器購入代金の一部を補助する。補助は8月開始、機器購入費用の半額、最大5千円。
医療機関の電子処方箋導入に関して、2024年度（令和6年度）補正予算で補助事業43億円が計上された。当初2025年3月までだった補助事業は、同年9月まで延長された。

### 国民健康保険の保険者努力支援制度
国民健康保険には保険者努力支援制度があり、医療費適正化に資する取り組み行なっている自治体へ交付金を加算している。この算定基準に「マイナ保険証の登録率」が組み込まれている。

## マイナ保険証の取得困難者対策
患者の保険資格が確認できない事態を回避するため、各施策が検討されている。

### 資格確認書
マイナ保険証を持たない者も保険診療を受けることが出来るよう「資格確認書」を発行する。原則は本人からの申請によって交付されるものだが、申請が無くても保険者側から職権で交付するプッシュ型交付が行なわれる。これは「行政手続における特定の個人を識別するための番号の利用等に関する法律等の一部を改正する法律」附則第15条に基づく。
2023年7月4日、山口那津男公明党代表が記者会見にて政府へ要望。7月5日、衆議院「地域活性化・こども政策・デジタル社会形成に関する特別委員会」の閉会中審査において、公明党輿水恵一議員からの質問に対し伊佐進一厚生労働副大臣（公明党）が資格確認書のプッシュ型交付について言及したが、7月7日、加藤勝信厚生労働大臣は、伊佐副大臣の答弁は法律の規定を説明しただけだと述べた。8月4日、岸田文雄首相が記者会見において、資格確認書をプッシュ型で交付する方針を表明した。8月8日の第2回マイナンバー情報総点検本部の資料では、条文どおりプッシュ型交付は「当分の間」と記載されており、恒久措置ではない旨がうかがえる。
結果として、以下の者には資格確認書がプッシュ型（申請不要）で交付される。
- マイナンバーカード未作成
- マイナンバーカードは作成しているが、健康保険証利用登録を未実施
- 健康保険証利用登録を解除した者
- マイナンバーカードの電子証明書の有効期限が切れた者
- 後期高齢者医療制度の被保険者で今までの健康保険証が失効する者（新規に75歳に達した者、転居した者等）（2025年7月末まで）

また以下の者は、申請により資格確認書の交付を受けることができる。結果的にマイナ保険証と資格確認書の “2枚持ち” が可能となる。例えば高齢者施設入居者に関して、マイナンバーカードは家族が保管し施設へは資格確認書を預けるといった対応を取ることができる。2025年5月13日、厚生労働省とこども家庭庁は、この要配慮者への資格確認書の申請交付を改めて周知した。
- マイナンバーカードでの受診が困難な要配慮者（高齢者、障害者等）
- マイナンバーカードを紛失・更新中の者

2025年4月3日、厚生労働省は、社会保障審議会「医療保険部会」第193回会議にて、後期高齢者医療制度加入者（同年7月末で従来型保険証の有効期限が終了する）に対し、8月から翌2026年7月末までの期間、全員へ資格確認書をプッシュ型交付（職権交付）する方針を示した。
国民健康保険の保険証は一般に毎年7月末から9月末が期限であり、その期限を以て従来の健康保険証が継続できる #経過措置（猶予期間） が終了する。東京都渋谷区と世田谷区（両区とも有効期限9月末）は、10月以降分について、国保被保険者全員へ資格確認証を交付すると発表した。この対応について保坂展人世田谷区長は、マイナ保険証利用者／未利用者を識別するシステム対応を行なうよりも全員へ一括発送する方がコストが掛からないと述べている。2025年5月30日、厚生労働省は資格確認書の一律交付は不要との通知を全自治体へ発信した。6月6日、福岡資麿厚生労働大臣は、自治体が独自判断で一律交付することは可能としつつ、その必要性は無いと述べた。

### 経過措置（猶予期間）
従来の健康保険証廃止後も継続利用が可能な経過措置（猶予期間）について、2023年2月時点では「廃止後、最長1年（先に保険証の有効期限が到来したらその有効期限まで）」としていた。これは所持する保険証の有効期限によっては、猶予期間が早期に終了してしまうとの批判があった。2023年7月14日、有効期限が到来しても廃止後、一律1年間は有効と見なす方針が示されたが、最終的には有効期限通り運用することとなった。また、転職や引っ越し等により加入する保険が変わり、現行の保険証が失効した場合は、新しい保険証は発行されず猶予期間が終了する。
2025年7月末以降、国民健康保険証の有効期限が順次到来するに当たり、2025年6月27日、厚生労働省は、有効期限切れの保険証や「資格情報のお知らせ」を持参した患者であってもオンライン資格確認で保険資格を確認できれば3割等の負担のままとする旨の通知を発信した。2026年3月末までの暫定措置。保険医療機関及び保険医療養担当規則の「緊急やむを得ない事由」に該当するもの。
2025年7月末を以て、国民健康保険被保険者の7割（1,700万人）と後期高齢者医療制度被保険者の全て（2,000万人）の保険証有効期限が終了した。

### 資格情報のお知らせ
保険証の新規発行停止後、新規に保険資格を得た者や、高齢者で自己負担割合の改定があった者に対して「資格情報のお知らせ」を交付する。2023年8月8日、マイナンバーカードと健康保険証の一体化に関する検討会の第3回会議で示された。マイナ保険証を持つ者（資格確認書が無い者）がオンライン資格確認の義務化対象外の医療機関で受診するケースでの使用が想定されている。2024年9月頃より全ての被保険者へ発送されている。発送時期は保険者によって異なる。自治体（国民健康保険被保険者）や協会けんぽに関しては、合わせて個人番号（マイナンバー）の下4桁も記載している。

### 保険資格情報のPDF保存機能
2023年12月12日、マイナンバー情報総点検本部の第5回会議にて「マイナ保険証の過渡期の対応（デジタルとアナログの併用）」として、マイナポータルで得た保険資格情報をPDF化し端末へ保存する機能が示された。2024年春提供予定。2024年2月9日、デジタル庁は同機能の提供を開始した。マイナンバーカードのICチップ不良やカードリーダー障害時に、マイナンバーカードと合わせて提示することで応急的に利用可能である。オンライン資格確認義務化非対象の医療機関でも「資格情報のお知らせ」の代わりとして利用可能。

### 学校行事や未就学児の対応
学校行事における修学旅行・合宿等では、本人のマイナンバーカード所持が原則としつつ、上掲の保険資格情報を記したPDFで代替し保険診療を受けることも可能。2025年2月12日、左記に加え、保育所、認定こども園、幼稚園でも本PDFで代替し保険診療を受けることが可能との通達が発信された。3月、デジタル庁も同内容を呼び掛けた。一方でマイナンバーカード券面のコピーを所持していても当人の保険資格は確認できず、保険証の代替にはならない。

### 医療機関での使用ケースマトリックス
|                          | オンライン資格確認対象医療機関 | オンライン資格確認義務化非対象の医療機関                                            |
| ------------------------ | ------------------------------ | ----------------------------------------------------------------------------------- |
| マイナ保険証所持者       | マイナ保険証                   | 「マイナンバーカード」と「『資格情報のお知らせ』または『保険資格情報のPDFデータ』」 |
| マイナ保険証を持たない者 | 資格確認書                     | 資格確認書                                                                          |

## マイナ保険証の経緯
- 2007年9月27日、厚生労働省内に「社会保障カード（仮称）の在り方に関する検討会」を設置[332][333]。
- 2009年
  - 4月30日、「社会保障カード（仮称）の基本的な計画に関する報告書」[334]を取りまとめた。
  - 11月12日、民主党政権下の行政刷新会議が、いわゆる「事業仕分け」の中で、厚生労働省が提唱していた「社会保障カード」構想を棄却、次年度の予算計上見送りとした[335]。社会保障と税の共通番号制度（後のマイナンバー）へ一体化する方針のため[336]。
- 2011年6月30日：民主党の菅内閣のもとで政府・与党社会保障改革検討本部が、「社会保障・税番号大綱」を決定[337]。この中で、医療・介護サービスの質の向上に資するものとして、個人番号（マイナンバー）を記載した1枚のICカードへ、年金手帳・医療保険証・介護保険証等を一元化する方針が示された[注 15]。
- 2014年6月14日：第2次安倍内閣にて「世界最先端IT国家創造宣言」（2014年版）を閣議決定[338]。マイナンバーカードと健康保険証等の一体化／一元化を表明した[注 16]。
- 2015年
  - 5月20日：高度情報通信ネットワーク社会推進戦略本部配下の新戦略推進専門調査会「第9回マイナンバー等分科会」にてマイナンバー制度利活用推進ロードマップ案[339]が示され、「個人番号カードを健康保険証として利用」の開始を2018年4月目処と表した。
  - 6月30日：第3次安倍内閣にて「日本再興戦略改訂2015」[340]および「世界最先端IT国家創造宣言」（2015年版）[338]を閣議決定。2017年7月以降早期に、オンライン資格確認システムの整備とマイナンバーカードを健康保険証として利用することを明記した。運用は「2018年度から段階的開始、2020年までに本格運用を目指す」とした[注 17][注 18]。
  - 12月10日、厚生労働省「医療等分野における番号制度の活用等に関する研究会」が最終報告書を取りまとめた[341]。以下の整理を行なった[注 19]。
  - 質の高い医療・介護サービスの提供、国民自らの健康管理等のための情報の取得、公的保険制度の運営体制の効率化等を推進するため、オンライン資格確認が必要
  - 資格確認方法（健康保険証）として、ICカードの二重投資は避け、マイナンバーカードを使うことが合理的である
  - 時期は、2018年度から段階的に導入し、2020年までに本格運用する（6月の閣議決定2文書（上掲）と同じ）
- 2017年5月30日：安倍内閣にて「世界最先端IT国家創造宣言・官民データ活用推進基本計画」（2017年版）を閣議決定。マイナンバーカードの健康保険証としての利用の時期は2015年の閣議決定2文書（上掲）と変わらず、2018年度から段階的開始、2020年から本格運用とした[注 20]。
- 2018年6月15日：第4次安倍内閣にて「経済財政運営と改革の基本方針2018」（骨太の方針2018）および「世界最先端IT国家創造宣言・官民データ活用推進基本計画」（2018年版）[338]を閣議決定。導入時期に関して、両文書とも段階的導入の記載は削除され、本格運用時期も従来の「2020年」から「2020年度」（2021年3月）へ、3ヶ月後ろ倒した[注 21][注 22]。
- 2019年
  - 5月15日：第198回国会にて「医療保険制度の適正かつ効率的な運営を図るための健康保険法等の一部を改正する法律案」（改正健康保険法）が可決・成立[342][343]。5月22日公布[344]。マイナ保険証とオンライン資格確認の導入が、法律として決定した[345][346]。2020年10月1日施行[注 23]。
  - 6月21日：安倍内閣にて「経済財政運営と改革の基本方針2019」（骨太の方針2019）を閣議決定。マイナ保険証に関して、2021年3月からの本格運用を明記した[注 24]。
- 2020年8月7日：マイナポータルから健康保険証利用の事前申し込み開始[347][348][349]。
- 2021年
  - 3月4日：11都府県の19医療機関・薬局にて試行運用開始[6]。
  - 3月26日：田村憲久厚生労働大臣[350][351]および平井卓也デジタル改革担当大臣[352]が、本格運用を10月へ延期すると発表[353]。延期理由として、データの整備不良と半導体不足に伴う医療機関への機器設置遅延が挙げられている[354][355]。
  - 10月20日：本格運用開始[356]。
- 2022年
  - 6月7日：岸田内閣にて「経済財政運営と改革の基本方針2022」（骨太の方針2022）を閣議決定。2023年4月からの医療機関におけるオンライン資格確認の義務化と、顔写真が無い現行の健康保険証を廃止しマイナ保険証へ移行する方針を明記した[注 25][357]。
  - 10月13日：河野太郎デジタル大臣が、マイナ保険証への一本化と従来の健康保険証廃止時期を2024年度秋とすることを発表[注 26]。
- 2023年
  - 1月26日：電子処方箋の運用開始[125][124]
  - 2月17日：「マイナンバーカードと健康保険証の一体化に関する検討会」（第2回）の中間取りまとめ[300]にて、以下2点が発表された。
    - 何らかの事情でマイナンバーカードを利用出来ない者のために有効期間1年[注 27]の「資格確認書」を発行する（有効期間については7月28日の大臣会見にて「法律上の規定は無い」として1年より長期とする可能性を示し[注 28]、8月4日に首相会見で最長5年とする旨が述べられた[注 29]）
    - 2024年秋の健康保険証廃止後、最長1年間は有効とみなす経過措置を設ける

  - 4月1日：医療機関に対し、オンライン資格確認の導入（いわゆるマイナ保険証の導入）を義務化[358]。但し、機器の納入状況、設置するエンジニアの不足などを考慮し、2023年9月末まで猶予措置あり[359]。
  - 6月1日：健康保険法施行規則他の関連省令を改正。保険者（国保・健保等）に対し、以下2点を法令として義務化した（5月31日公布、6月1日施行）[24][25]。
    - 保険者は被保険者からマイナンバーを得ること
    - 保険者は届出を受けてから5日以内にシステムへ登録すること

  - 6月2日：「行政手続における特定の個人を識別するための番号の利用等に関する法律等の一部を改正する法律」が可決、成立[360][361]。6月9日公布[362]。保険資格確認を「マイナ保険証」へ一本化し、医療保険各法から保険証発行に関する記述が削除[注 30]、資格確認書の発行が新設された[注 31]。［公布日から1年6ヶ月以内（2024年12月8日まで[363]）に施行］
  - 8月4日：岸田文雄首相が記者会見を実施。マイナ保険証に関して以下2点を表明した[18]。
    - マイナ保険証を利用しない者へ、資格確認書をプッシュ型で交付する[注 11]
    - 資格確認書の有効期限は、最大5年の中で保険者が決める[注 29]

  - 8月8日：「マイナンバーカードと健康保険証の一体化に関する検討会」の第3回会議を開催。「最終取りまとめ」が発表された。マイナンバーカード#マイナンバーカードの申請や交付が困難な者への対応 、#マイナ保険証の取得困難者対策 それぞれに書かれた内容が示された。
  - 12月22日：従来の健康保険証を廃止日（新規発行の停止日）を2024年12月2日とすることを閣議決定した[注 1][364]。
  - 12月27日：「行政手続における特定の個人を識別するための番号の利用等に関する法律等の一部を改正する法律の一部の施行期日を定める政令」を公布[注 32]。2024年12月2日を以て従来の保険証の新規発行を停止することが、法的に確定した[15]。
- 2024年
  - 4月以降：訪問診療、訪問看護、オンライン診療でもオンライン資格確認（マイナ保険証）を利用可能とするよう対応[365]。
  - 4月1日
    - 訪問診療において「居宅同意取得型」でのオンライン資格確認（マイナ保険証）を開始[366][367]
    - 柔道整復師、あん摩マッサージ指圧師、はり師、きゅう師の施術所（いわるゆ接骨院等）においてオンライン資格確認（マイナ保険証）を開始[368]。同年秋までに義務化[106]。これら施設でのオンライン資格確認（マイナ保険証）は「資格確認限定型」とし、医療機関のような診療歴・薬剤処方歴の閲覧はできない。

  - 4月1日：特定健診・特定保健指導を行う健診実施機関で、資格確認限定型によるオンライン資格確認（マイナ保険証）を導入開始[107][369]。
  - 5月24日：健康保険法施行規則等の改正のためパブリックコメントを実施[370]。保険証の交付義務を削除し、資格確認書の交付ルールを規定。意見が53,028件寄せられた[371][372][373]。8月30日公布・12月2日施行[374]。
  - 6月1日：訪問看護ステーションにおいて「居宅同意取得型」でのオンライン資格確認（マイナ保険証）を開始[375]。同年秋までに義務化[93][376]。
  - 6月7日：国民健康保険法施行令等の改正のため、パブリックコメントを実施[377]。8月14日公布・12月2日施行[注 33]。
  - 7月1日：助産所で、「資格確認限定型」によるオンライン資格確認（マイナ保険証）を導入開始[107][378]。
  - 7月1日：職域診療所で、オンライン資格確認（マイナ保険証）を導入開始。設置は任意[42]。
  - 10月1日：訪問診療等向けに「マイナ資格確認アプリ」をリリース[379]
  - 10月28日：マイナ保険証の利用登録解除申請が可能となった[81]。
  - 12月2日：自衛官診療証がオンライン資格確認に対応[380]。6月7日から、防衛省の職員の給与等に関する法律施行令の改正に対するパブリックコメントを開始[377]。8月14日公布・12月2日施行[注 33]。
  - 12月2日：従来の健康保険証の新規発行停止。前日までに交付済みの健康保険証は、最長1年間有効[8]。
- 2025年
  - 7月31日：国民健康保険被保険者の7割（1,700万人）と後期高齢者医療制度加入者の全て（2,000万人）で、健康保険証の有効期限が到来[381]。2026年3月までは使用可能とする特例措置あり[382]。

## 効果・評価・反応

### コスト削減効果
マイナ保険証の開始後、保険者は健康保険証の発行と回収の負担が無くなる。一方、マイナ保険証を利用しない被保険者に対しては資格確認書を送付する必要がある。両者を勘案したコスト削減効果について、2023年8月24日、厚生労働省は、マイナ保険証の利用登録率が65〜70%の時、年間100億〜108億円のコスト削減が見込めるとの試算を提示した。この試算はランニングコストのみを取り上げたもの。医療機関へのカードリーダー設置やオンライン資格確認システム構築等のイニシャルコストは含まれていない。
国民健康保険被保険者証の交付方法は自治体によって異なるが、郵送する場合の費用は各市町村が一般会計で負担する。総務省による北海道地区の調査では、①簡易書留郵便、②特定記録郵便、③原則として普通郵便及び④窓口交付の4種類があった。北海道札幌市では簡易書留郵便では不在の場合に不便、簡易書留郵便とした場合に保険証更新の2年ごとに郵送経費が約 8,000万円必要となるとの理由から、原則として普通郵便による送付を採用した。しかし平成17年に郵便受けから被保険者証が多数盗まれ犯罪に利用される事件の発生を機に、希望者に対して簡易書留郵便による送付を開始している。大阪府茨木市では「簡易書留郵便」で送付していたが日中不在者の事情を考慮するとともに、新型コロナウイルス感染拡大防止の観点から、令和4年10月送付分から「特定記録郵便」に変更している。一方、兵庫県尼崎市では保険証の簡易書留による郵送は被保険者から要望が多く、毎年財政当局に対して予算要求を行っているが、経費が数千万円かかるなど財源の問題があり実現していないと説明し、郵送コストに問題を抱えている。

### レセプト返戻の減少
オンライン資格確認によって正確な保険資格情報が得られ、誤記返戻の削減が期待されている。2016年3月、厚生労働省は「医療保険制度における社会保障・税番号制度の活用に関する調査研究事業 報告書」を公表。保険診療の支払い実態を調査し、2014年度の1年間で保険医療機関から審査支払機関（社会保険診療報酬支払基金または国民健康保険団体連合会）へ提出されたレセプトが約20億件、そのうち各種の不備による返戻が約500万件存在したと記載されている。また資格過誤に関わる業務量として、保険者側の社会保険で年間約40万時間、国保・後期高齢で年間約98万時間。医療機関側は年間約98万時間、薬局で年間約77万時間が費やされていると推計している。
オンライン資格確認システムではレセプト振替機能がある。他の健康保険へ移った患者を、医療機関が過去の健康保険の状態で請求した場合、従来は返戻され医療機関から再提出が必要であった。レセプト振替は、これを自動的に新しい健康保険へ振り替えて請求する機能。
2023年7月26日、参議院「地方創生及びデジタル社会の形成等に関する特別委員会」の閉会中審査において、加藤勝信厚生労働大臣は、オンライン資格確認の本格運用開始以降、医療機関の事務負担は軽減し、レセプト振替機能によって返戻が4割減少したと答弁した。厚生労働省伊原和人保険局長も、年間600万件存在する返戻が数百万件規模で劇的に減ると答弁した。
2024年10月31日、社会保障審議会「医療保険部会」第184回会議にて、マイナ保険証利用とレセプト返戻の相関状況が報告された。保険資格確認については、従来の健康保険証では「資格確認ができなかった割合」が11.11%だったのに対し、マイナ保険証を用いると0.2%へ減少した。医療機関ごとのレセプト返戻についても、マイナ保険証の利用率が低い施設はレセプト返戻率が高く、マイナ保険証の利用率が高い施設ほどレセプト返戻率が低く抑えられている傾向がある。

### 不正利用の抑止
健康保険証の不正利用については、個別事案はあるものの、誤記ではない明確な（悪意のある）不正利用の全体像は明らかにされていない。従って不正抑止効果について、金額での試算は示されていない。

### マイナ保険証の利用率
医療機関窓口でのマイナ保険証の利用率は、オンライン資格確認が義務化された2023年4月をピークに、以後は低迷している。利用率の計算式は「マイナ保険証の利用数 ÷ オンライン資格確認の利用全件」である。河野太郎デジタル大臣は、分母にあたるオンライン資格確認の利用数が毎月増加し、マイナ保険証の利用の増加がそれに追いついていない（結果として利用率が低下した）と分析している。利用者数の増加には、患者個人のメリットだけではなく医療DXによる国民負担の抑制等、二次的効果も伝える必要があると言われている。
2024年1月19日、社会保障審議会「医療保険部会」第174回会議にて、マイナ保険証の利用促進策が示された。#その他の予算措置 に記載の支援金に加え、窓口での声掛け方法の変更（「保険証をお持ちですか」から「マイナンバーカードをお持ちですか」へ変更する）、利用出来ない事案について地方厚生局が事実調査する方針などが挙げられている。
2024年2月4日、国家公務員共済組合の組合別（省庁別）のマイナ保険証利用率（2023年11月時点）が公表された。厚生労働省本省が8.39%などと比較的高いものの、全体平均では4.36%であり、健康保険全体の平均値と大差ないことが判明した。5月8日、2024年3月の利用実績を公表。11月2日、2024年9月の利用実績を公表。2025年6月11日、2025年4月の利用実績を公表。
2024年8月30日、社会保障審議会「医療保険部会」第181回会議にて、利用率の特に低い医療機関に対し、地方厚生局が個別に事情確認を行なう旨を発表した。
日本経済新聞社と日経リサーチが2024年11月19日～12月27日の期間に実施した郵送世論調査では、「マイナ保険証の利用は？」との問いに対し、「利用経験あり」との回答は45%であった。調査対象者がマイナ保険証を過去に一度でも利用したことがあれば「利用経験あり」を選択するため、実際の医療現場での利用率より高く算出される。厚生労働省が公表した同期間の医療現場でのマイナ保険証利用率（マイナ保険証利用件数 ÷ オンライン資格確認利用件数）は、2024年11月 18.52%、12月 25.42%。

### 行政機関によるアンケート調査
2024年2月29日、社会保障審議会「医療保険部会」第175回会議にて、厚生労働省によるアンケート調査結果を公表した。調査は、2024年2月にWebアンケート形式で実施。対象は18歳以上かつマイナンバーカード保有者3,000人。23.3%がマイナ保険証を利用したことがあり、37.0%が今後も利用したいと回答している。

### 野党の対応
2023年10月20日、立憲民主党は、通称「保険証廃止延期法案」（行政手続における特定の個人を識別するための番号の利用等に関する法律等の一部を改正する法律の一部を改正する法律案）を議員立法として第212回国会へ提出した。同国会では継続審議、第213回国会も継続審議。第214回国会で衆議院解散が行なわれ廃案。2024年11月12日、第215回国会へ再提出した。同国会では継続審議。第216回国会も継続審議。野党間での協議は進んでいない。2025年3月11日、第217回国会にて撤回。
2025年1月28日、立憲民主党は、通称「保険証復活法案」（医療保険の被保険者証等の交付等の特例に関する法律案）を第217回国会へ提出した。同国会では継続審議。

### その他団体
全国保険医団体連合会（および傘下の各都道府県保険医協会）、全日本民主医療機関連合会は、再三に渡りマイナ保険証に反対する声明を発信している。また、立憲民主党、日本共産党、社会民主党の国会議員や荻原博子と共に反対運動を展開している。#システム障害時の取り扱い に記載の通り、厚生労働省は、一時的にマイナ保険証が利用不能な際も患者へ10割請求することを禁止する通達を発信している。それにも関わらず、全国保険医団体連合会傘下の医療機関では、12.7%の医院で患者に対し10割負担を求めている。
2023年2月22日、東京都保険医協会らは東京地裁に対してオンライン資格確認義務不存在確認等請求訴訟を行なった。2024年11月28日、判決言い渡し予定。同日、東京地裁にて判決。国の措置は適法であるとして、原告の請求を棄却した（岡田幸人裁判長）。また日本国憲法第41条にも反しないことが示された。

### 世論調査等
2023年6月21日、中央社会保険医療協議会「診療報酬改定結果検証部会」にて、マイナ保険証に関する意識調査結果が公表された。ここではマイナ保険証のメリットの認知度が低いことが示された。
2023年7月実施のNHK世論調査では、マイナ保険証への一本化（従来の健康保険証の廃止）について「予定どおり廃止すべき」「廃止を延期すべき」「廃止方針を撤回すべき」の3択で問い、中間の「廃止を延期すべき」の回答が最も多かった。2023年12月に朝日新聞が実施した世論調査では「賛成」「反対」の2択で問い、全体平均では「反対」が多いものの年代別では18〜29歳では「賛成」が大きく上回るなど、世代間・男女間で意見の差異が見受けられる。
2024年11月実施のネオマーケティングの調査では、マイナンバーカードを健康保険証として利用登録することに対して「賛成」「どちらかといえば賛成」「どちらともいえない」「どちらかといえば反対」「反対」の5択で問い、「賛成」「どちらかといえば賛成」(45.0%) が「どちらかといえば反対」「反対」 (17.8%) を大きく上回り、1年間での意識の変化が見受けられる。

## 広報活動

### 普及推進への取り組み
厚生労働省は、2024年3月21日、「マイナ保険証促進トークスクリプト」を公開。3月22日には「マイナ保険証移行・電子処方箋導入への医療機関・薬局向けセミナー　〜高利用率&支援金ゲットのメソッドをお伝えします〜」等の企画を開催している。

### テレビCM・WEB CM・ポスター等
2024年2月1日、電子処方箋に関し『薬屋のひとりごと』とのタイアップを実施。
2024年5月7日から、マイナ保険証を周知するテレビCMを放映開始。7月11日から新たなテレビCMを開始
2025年5月13日、健康保険組合連合会は、佐藤浩市を起用した広報動画の配信を開始。5月19日、厚生労働省と健康保険組合連合会は、この動画を院内の待合室等において活用するよう医療関係の各種団体へ提供を始めた。しかし翌5月20日、動画をダウンロードした者の会社名・部署名・担当者氏名・メールアドレス・電話番号が漏洩していることが判明し、提供を一時中止した。健康保険組合連合会の設定不備によるもの。6月6日、代替手段にて動画提供を再開。

### 日本健康会議
2024年4月25日、日本健康会議において「マイナ保険証利用促進宣言」を採択した。

### 三師会
2023年10月5日、日本医師会、日本歯科医師会、日本薬剤師会の三師会、および健康保険組合連合会は、厚生労働省と合同で『マイナ保険証、1度使ってみませんか』キャンペーンを開始した。
2024年11月29日、全国の薬局にて「これからの医療の受け方」紹介キャンペーンを開始した。

### デジタル推進委員
2024年6月27日、デジタル庁は、日本薬剤師会、日本保険薬局協会、および日本チェーンドラッグストア協会宛に、薬局で働く薬剤師や事務職員約1万名を「デジタル推進委員」に任命した。

### 健康経営優良法人
経済産業省が推進する健康経営優良法人の認定要件の一つに、マイナ保険証の利用率を組み入れる動きがある。

### 政府の対応
2024年12月からのマイナ保険証を基本とした体制への移行にあたり、特に第1次石破内閣以降、資格確認書のプッシュ型発行などによって誰もが保険診療を受けることができるといった、不安解消に重点を置いた発信を行なっている。2024年10月には、マイナ保険証がなくても保険診療が可能であることを伝える新聞広告を全国紙・地方紙へ一斉に出稿した。合わせて、メディアでもマイナ保険証と資格確認書、および資格情報のお知らせの関係を整理した報道が始まっている。

## システム障害・データ登録不備

### システム障害
- 2022年11月30日、全国保険医団体連合会の調査で、マイナ保険証の運用を既に開始した医療機関の4割超が、マイナンバーカードの読み取り機が起動しないなどの不具合を経験していることが分かった[471]。不具合報告の多くは読み取り機の起動時に「ネットワークエラー」と表示される事象[472]。これは2022年11月8日配信のWindowsUpdate更新プログラム KB5019966 が原因と見られる[473][474]。KB5019966は様々な不具合を引き起こすことが伝えられている[475]。その後、読み取り機の各ベンダーから修正プログラムが配布され、不具合は終息した。

- 2023年6月23日9時42分から9時55分の13分間、一部の医療機関において、従来の保険証による資格確認が不能となる事象が発生した。同時間帯もマイナ保険証を用いた資格確認は可能であった[476][477]。

- 2025年
  - 1月22日、厚生労働省および社会保険診療報酬支払基金は、マイナ資格確認アプリのプログラム不備を公表[478][479]。訪問診療・訪問看護等で用いるモバイル端末向けの「マイナ資格確認アプリ」において、特定の条件下で「診療情報および薬剤情報の提供」を「同意しない」と選択したにも関わらず情報提供が行なわれてしまうもの。開発元の富士通による設計不備[480]。37人分・73件の情報提供が誤って実施された[481][482]。1月20日システム改修完了。
  - 4月6日、施術所（鍼灸院等）でマイナ資格確認アプリが利用出来ないシステム不具合が発生した[483][484]。4月10日、プログラムを更新し解消[485]。
  - 6月17日、9時40分頃より、オンライン資格確認および電子処方箋管理サービスが利用不能となった[486][487]。12時40分頃復旧[488]。障害の原因は、管理業者がクラウドサービスの設定変更を行なったことによるもの[489]。オンライン資格確認システムは、富士通がAmazon Web Servicesを用いて構築・運用している[490][491]。
  - 7月7日9時から7月9日13時までの期間、一部の医療情報の閲覧が不可となった。原因は他システムの不具合[492]。

### データ登録不備
- 2024年12月19日、厚生労働省は電子処方箋システムの一斉点検を発表[493]。各医療機関が使用しているシステムと電子処方箋システム間で、医薬品等のコードひも付けに誤りが検知されたため[494]。12月20日から24日まで5日間、システムを停止し一斉点検を行なう[495]。本発表までに誤った医薬品名で発行された電子処方箋は7件。全て事前に薬剤師らが気づき、患者への誤投与は無かった[496]。同年11月末時点で電子処方箋に対応する医療機関は合計約4万1千施設。うち、電子処方箋を「発行」可能な病院・診療所・歯科診療所は約7千施設、「受領」し調剤する薬局は3万4千施設[497]。このうち実際に電子処方箋を「発行」したものは2,539施設[498]。12月24日、点検が未完了のため停止期間延長を発表[499][500]。12月27日再開[501][502]。

## 事件・不祥事

### マイナ保険証機能の誤有効化
- 2022年8月18日に滋賀県栗東市役所で、マイナンバーカードの受領に訪れた市民がマイナンバーカードに保険証機能は不要であると伝えて保険証機能を申請していないにもかかわらず、市役所職員が保険証機能を付与して削除不可となる。厚生労働省は登録したマイナ保険証は削除できないとしている[503]。
- 2023年
  - 6月5日、厚生労働省は参議院「地方創生及びデジタル社会の形成等に関する特別委員会」で、本人の意思を確認せずにマイナンバーカードを「マイナ保険証」として利用できるよう登録した事例が2023年2月1日から6月2日の間に5件あったと述べた[504][注 40]。いずれも例外として個別に利用登録を解除済み[507]。左記とは別に、6月8日、北海道札幌市[508][509]と栃木県塩谷町[510]が、希望しない市民に対しマイナ保険証機能を有効としていた事案を発表。6月16日、和歌山県和歌山市が誤有効化をを発表[511][512]。6月20日、富山県富山市と射水市が誤有効化を発表[513]。6月21日、埼玉県上尾市が誤有効化を発表[514]。6月22日、茨城県鹿嶋市が誤有効化を発表[515]、6月23日、石川県金沢市が誤有効化を発表[516]。7月4日、厚生労働省は6つの自治体から誤有効化解除の要望を受け例外的個別解除を行なったと発表[注 41]。7月5日、山形県鶴岡市が誤有効化を発表[519]。8月2日、宮城県名取市が誤有効化を発表[520]。8月10日、徳島県徳島市が誤有効化を発表[521]。9月22日、山形県山形市が2度目の誤有効化を発表[522]
  - 9月22日、厚生労働省は、前回発表（7月4日）以降9月22日までに、27自治体27件から誤有効化解除の要望を受け個別解除を行なったと発表[523][524]。個別解除は合計38件となった[525]。
  - 12月20日、厚生労働省は同日までに11自治体15件の個別解除を行なったと発表[526]。個別解除は合計43自治体53件となった[527]。
- 2024年
  - 3月14日、個別解除が合計54自治体65件になった[528]。
  - 6月21日、個別解除が合計58自治体71件になった[529]。

### 誤交付
- 2024年
  - 8月16日、静岡県静岡市が、新規に国民健康保険へ加入した者726世帯916名に対し、本来「国民健康保険被保険者証」を交付するところ、台紙を誤り「資格確認書」を交付した[530][531][532]。
  - 10月7日、神奈川県川崎市が、新規に国民健康保険へ加入した者497世帯561名に対し、本来「国民健康保険被保険者証」を交付するところ、台紙を誤り「資格確認書」を交付した[533][534]。
  - 12月18日、長野県の複数の自治体で、交付した資格確認書の電子公印の誤りが判明。システム委託事業者の取り違え。「○○市之印」であるべきところ「○○市長之印」を用いた。対象自治体は上田市（151名[535]）、小諸市（61名[536]）、佐久市（118名[537]）、千曲市（45名）、東御市（18名[538]）[539]、塩尻市、安曇野市[540]、松本市（397名）[541]、朝日村（3名）[542]、須坂市（31名）、飯山市（29名）、野沢温泉村（166名）[543]、飯綱町（10世帯14名[544]）。
- 2025年
  - 1月10日、広島県後期高齢者医療広域連合が、電子公印を誤って資格確認書を作成。「～～広域連合」の印であるところ「～～広域連合長」の印としていた。対象者は1,647件。資格確認書としては有効であるとし、回収・再発行は行なわない[545][546]。
  - 1月10日、山口県後期高齢者医療広域連合が、電子公印を誤って資格確認書を作成。「～～広域連合之印」1とするところ「～～広域連合長之印」としていた。回収・再発行は行なわない[547][548]。
  - 1月10日、香川県後期高齢者医療広域連合が、電子公印を誤って資格確認書を作成。「～～広域連合之印」1とするところ「～～広域連合長之印」としていた。対象者は3,453件。回収・再発行は行なわない[549]。
  - 1月10日、岐阜県後期高齢者医療広域連合が、電子公印を誤って資格確認書を作成。「～～広域連合之印」1とするところ「～～広域連合長之印」としていた。対象者は7,389件。回収・再発行は行なわない[550]。
  - 1月15日、千葉県後期高齢者医療広域連合が、電子公印を誤って資格確認書を作成。「～～広域連合之印」1とするところ「～～広域連合長之印」としていた。回収・再発行は行なわない[551]。
  - 1月16日、奈良県後期高齢者医療広域連合が、電子公印を誤って資格確認書を作成。「～～広域連合之印」とするところ「～～広域連合長之印」としていた。対象者は8,925件。回収・再発行は行なわない[552][553]。

### 自治体によるデータ誤登録
- 2024年
  - 12月3日、徳島県阿南市が、同市の国民健康保険被保険者11,880人のうち最大7,493人について、有効期限を「2024年12月1日まで」と誤登録した[554][555]。医療機関ではオンライン資格確認で「有効期限切れ」と表示されてしまう[556]。市が委託した高松市の業者による設定誤り[557]。
  - 12月5日、青森県六戸町が、同町の国民健康保険被保険者の一部で負担割合の誤登録を発表[558][559]。2割負担を「3割負担」と登録したものが659件、10割負担を「3割負担」と登録したものが12件の計671件[560][561]。原因は委託業者の作業手順漏れ[562]。その後、同じ事業者により、中泊町（722名）[563][564][565]、六ヶ所村（3名）、田子町[566]でも誤登録が判明。
  - 12月18日、岐阜県海津市が、国民健康保険の資格情報や負担割合の誤登録・未登録を発表[567]。自己負担誤り58件、有効期限誤り23件、資格情報未登録15件の計96件[568]。
- 2025年8月1日、埼玉県上尾市が、同市の国民健康保険に加入する前期高齢者（70歳から74歳の者）の負担割合を誤登録した。8月2日解消[569]。

### 保険者からの資格確認書発行
- 2025年
  - 3月6日、東海地方の企業の健康保険組合が、資格確認書をプッシュ型で発行していない（申請ベースで発行している）と報じられた[570]。翌3月7日、福岡資麿厚生労働大臣[注 42]と平将明デジタル大臣[注 43]は、当該健保組合は、マイナ保険証未作成の被保険者に対し、まず有効期限3ヶ月の資格確認書をプッシュ型で発行し（職権交付）、その後は申請ベースで発行していたと説明した[571]。
  - 5月27日、一部の健康保険組合において、資格確認書の再発行手数料を高額に設定していることが報じられた[572]。ポーラ・オルビスグループ健康保険組合が1万円[573][574]、ライク健康保険組合が5千円[575]、森永健康保険組合が3千円[576]など。被保険者の過失（紛失、破損等）を原因とする再発行の手数料は、保険者（健康保険組合等）が自主的に設定可能なものではある。しかし5月22日、厚生労働省は保険者に対し、再発行手数料の水準について「社会通念上、 過大なものとならないよう留意する必要がある」旨の通知を発信した[注 44]。6月2日、石破茂首相も、一部の健康保険組合が設定した手数料水準に疑問を呈した[577]。同日、ポーラ・オルビスグループ健康保険組合は、再発行手数料を再考する旨を発表した[578][579]。

### その他
- 2025年6月23日、兵庫県丹波市が、資格確認書の郵送方法に関する連絡について、宛先間違いや連絡不要な者へ誤送付するものが計264件あったと発表した。宛先不備181件、誤送付83件[580]。

## 黒丸表示
オンライン資格確認では、照会した患者の漢字氏名や住所が黒丸（●）で表示される場合がある。これはマイナンバーシステムとオンライン資格確認システムでの文字コードの違いによるもの（オンライン資格確認システムの方が対応文字領域が少ない）。河野太郎デジタル大臣は、本件は仕様であり、システムの不具合や障害ではないと述べている。政府は保険者へ相談するよう案内している。この場合であっても保険診療は可能である。
国民健康保険は住民票で用いる文字（住基統一文字）と同じものを使用しており、別の文字（一般のPC等で表示可能な文字）へ変更することはできない。健康保険組合では、被保険者からの文字変更要望に対応している組合も存在する。